# Seria 162 ČD
E 499.3 – lokomotywa elektryczna wyprodukowana w 1991 roku dla kolei czechosłowackich. Wyprodukowano 60 elektrowozów. Lokomotywy zostały wyprodukowane do prowadzenia ekspresowych pociągów pasażerskich kursujących po zelektryfikowanych liniach kolejowych. Po rozpadzie Czechosłowacji eksploatowane są przez koleje czeskie oznakowane jako Řada 162.